# Злосторница
„Злосторница“ или „Злосторница: Част първа“ (на английски: Wicked/Wicked: Part One) е американски епичен мюзикъл фентъзи филм от 2024 г. на режисьора Джон М. Чу по сценарий на Уини Холцман и Дейна Фокс. Той е първият филм от двуделната филмова адаптация на едноименния мюзикъл от Стивън Шварц и Холцман, който се превръща в роман, написан от Грегъри Магуайър през 1995 г. Във филма участват Синтия Ериво, Ариана Гранде, Джонатан Бейли, Итън Слейтър, Боуен Янг, Мариса Боуд, Питър Динклидж, Мишел Йео и Джеф Голдблум. Развит в земята на Оз преди пристигането на Дороти Гейл в Канзас, сюжетът проследява историята на зеленокожата Елфаба и нейния път в крайна сметка да се превърне в Лошата вещица от запада, заедно с приятелството и по-късно враждата със съученичка, която по-късно ще стане добрата вещица Глинда.
Юнивърсъл Пикчърс обявява филма през 2012 г., докато Марк Плат е продуцент. След дълга разработка и множество отмени по време на пандемията от COVID-19, Чу е нает да е режисира, докато Ериво и Гранде се включват в актьорския състав в съответните си роли през 2021 г. Снимките започват през декември 2022 г. в Англия и завършват през януари 2024 г.
Премиерата на филма се състои в Сидни на 3 ноември 2024 г. и излиза по кината в Съединените щати на 22 ноември 2024 г., докато втората част е предвидена да излезе на 21 ноември 2025 г.

## Актьорски състав
- Синтия Ериво – Елфаба Троп, млада жена със зелена кожа, която по-късно става Лошата вещица от Запада.[5][6]
  - Карис Мъсънгоул – Елфаба като малка[7]
- Ариана Гранде – Галинда Горноземна, популярна млада жена, която по-късно става Глинда, добрата вещица на Севера.[5][6]
- Джонатан Бейли – Фийеро Тигелаар, уинкски принц, който среща Елфаба и Галинда в училището.[8]
- Мишел Йео – Мадам Морибъл, декан на университета „Шиз“[9]
- Джеф Голдблум – вълшебникът на Оз[10]
- Итън Слейтър – Бок Дърваров, мънчкин, който е влюбен в Глинда.[6]
- Мариса Боуд – Несароуз Троп, параплегичната малка сестра на Елфаба, който по-късно става Лошата вещица на Изтока.[11]
  - Сесили Колет Тейлър – Несароуз като малка
- Питър Динклидж – гласът на доктор Диламонд, професор в университета „Шиц“[12]
- Боуен Янг – Пфани, един от приятелите на Галинда в колежа.[11]
- Браунуин Джеймс – ШенШен, друга приятелка на Галинда в колежа.[11]
- Кеала Сетъл – мис Кодъл
- Арън Тео – Аверик, приятел на Фиеро
- Гресия де ла Паз – Джилиган
- Колин Майкъл Кармайкъл – професор Никидик, професор в университета „Шиц“
- Адам Джеймс – бащата на Глинда
- Алис Фърн – майката на Глинда
- Анди Найман – Фрекспар Троп, бащата на Елфаба и Несароуз и губернатор на Мънчкинландия.
- Къртни Мей-Бригс – Мелена Троп, майката на Елфаба и Несароуз
- Шарън Д. Кларк – гласът на Долсибеа
- Джена Бойд – Вълк доктор

## Пост-продукция и визуални ефекти
На 6 февруари 2024 г. е потвърдено в „Туитър“, че „Индустриал Лайт анд Маджик“ и „Фреймстор“ ще осигурят визуалните ефекти на филма. Пабло Хейман е ръководител на визуалните ефекти за продукцията, а Чу работи дистанционно с монтажиста Майрън Кърстейн чрез комуникация през новоиздадения „Апъл Вижън Про“.

## Премиера
Оригинално обявен като един филм, „Злосторница“ е разделен на две части през април 2022 г. Първата половина излиза по кината от „Юнивърсъл Пикчърс“ на 22 ноември 2024 г. във формати RealD 3D, IMAX и Dolby Cinema. Премиерните дати са ревизирани от предишните обявявания на 20 декември 2019 г., 22 декември 2021 г. и 25 декември 2024 г., докато сегашната премиера през ноември избягва конкуренцията с „Аватар 3“ и „Соник: Филмът 3“, в който първият филм по-късно е отложен през 2025 г., след Thunderbolts*, и по-късно „Муфаса: Цар лъв“ заема датата.

### Продължение
Продължението „Злосторница: Част втора“ се очаква да излезе на 21 ноември 2025 г., след като преди е насрочено за 25 декември 2025 г.

## В България
В България филмът излиза по кината на същата дата в разпространение от „Форум Филм България“ във формати 2D и 3D с дублирана и субтитирана версия.

### Нахсинхронен дублаж
| Роля              | Изпълнител |
| ----------------- | --- |
| Галинда           | Яна Янчева |
| Елфаба            | Керана |
| Фийеро Тигелаар   | Теодор Койчинов |
| Вълшебникът       | Симеон Владов |
| Бок               | Камен Асенов |
| Несароуз          | Димитрина Германова |
| Мадам Морибъл     | Симона Нанова |
| Доктор Дилмонд    | Георги Стоянов |
| Пфани             | Момчил Степанов |
| Мис Кодъл         | Цветослава Симеонова |
| Г-жа Троп         | Йоанна Драгнева |
| Губернатор Троп   | Константин Икономов |
| Разказвач         | Виктор Ибришимов |
| Бащата на Галинда | Здравко Димитров |
| Други гласове     | Георги Спасов Димитър Тодоров Мариан Рангелов Николай Бакърджиев Стефан Иванов Десислава Софранова Елена Грозданова Емили Тремоил Татяна Етимова                            |
| Деца              | Максим Шишков Ева Ралякова Матеа Грозданова Рада Грозданова |
| Хор               | Боряна Йорданова Вирджиния Грозева Галя Иванова Ивелина Цонева Теменуга Трифонова Анислав Лазаров Момчил Степанов Николай Тодоров Стефан Врачев Теодор Койчинов Ясен Зердев |

| Обработка                            | Александра Аудио                                         |
| ------------------------------------ | -------------------------------------------------------- |
| Преводач                             | Милена Васкова                                           |
| Режисьор на дублажа                  | Мариета Петрова                                          |
| Музикален режисьор Превод на песните | Десислава Софранова                                      |
| Тонрежисьори на записа               | Пламен Чернев Мартин Станев Ралица Христова Петър Костов |
| Микс студио                          | Делукс Медия                                             |